# Beija-flor-de-barriga-verde-africano

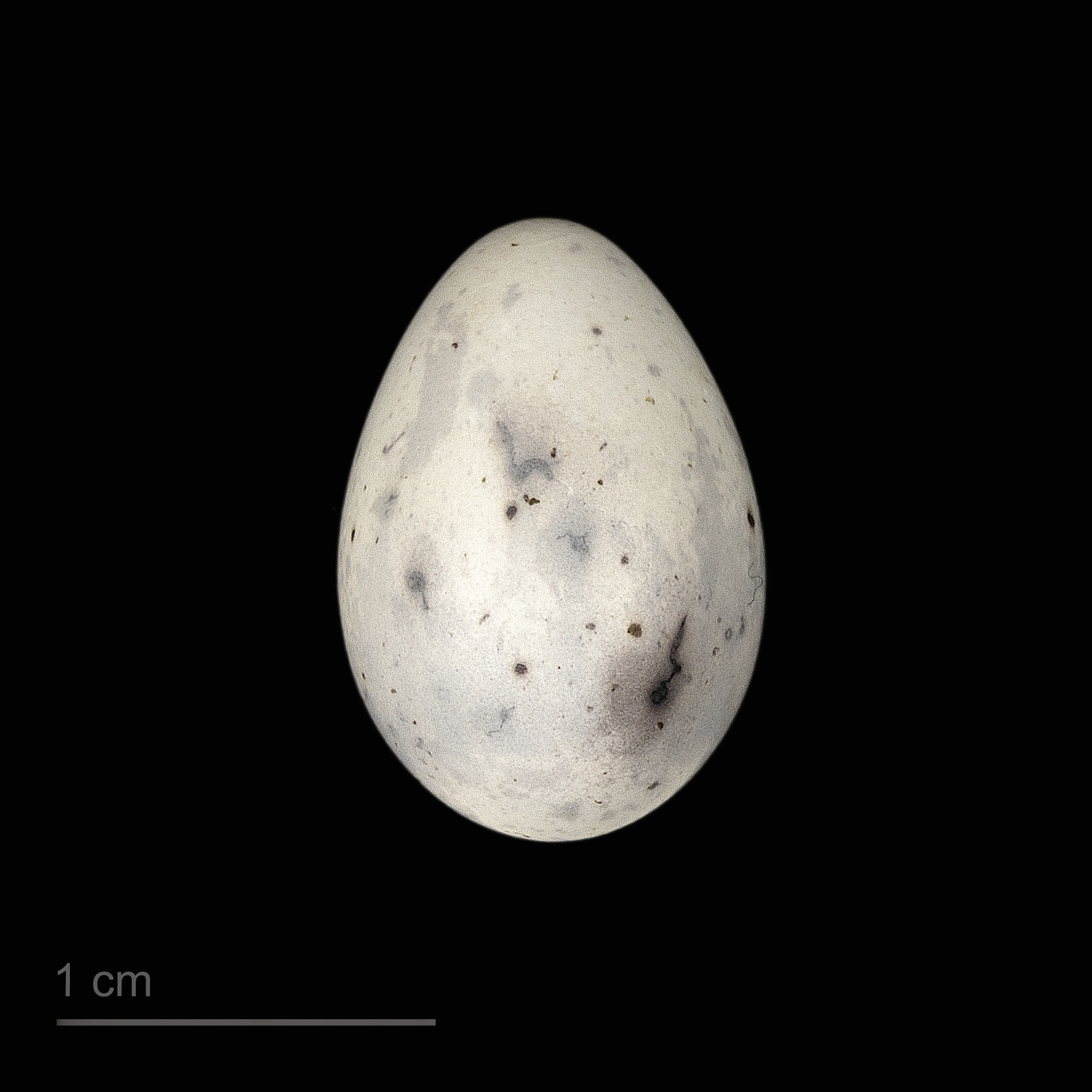
Cinnyris chloropygius - MHNT

O Beija-flor-de-barriga-verde-africano (Nectarinia chloropygia) é uma espécie de ave da família Nectariniidae.

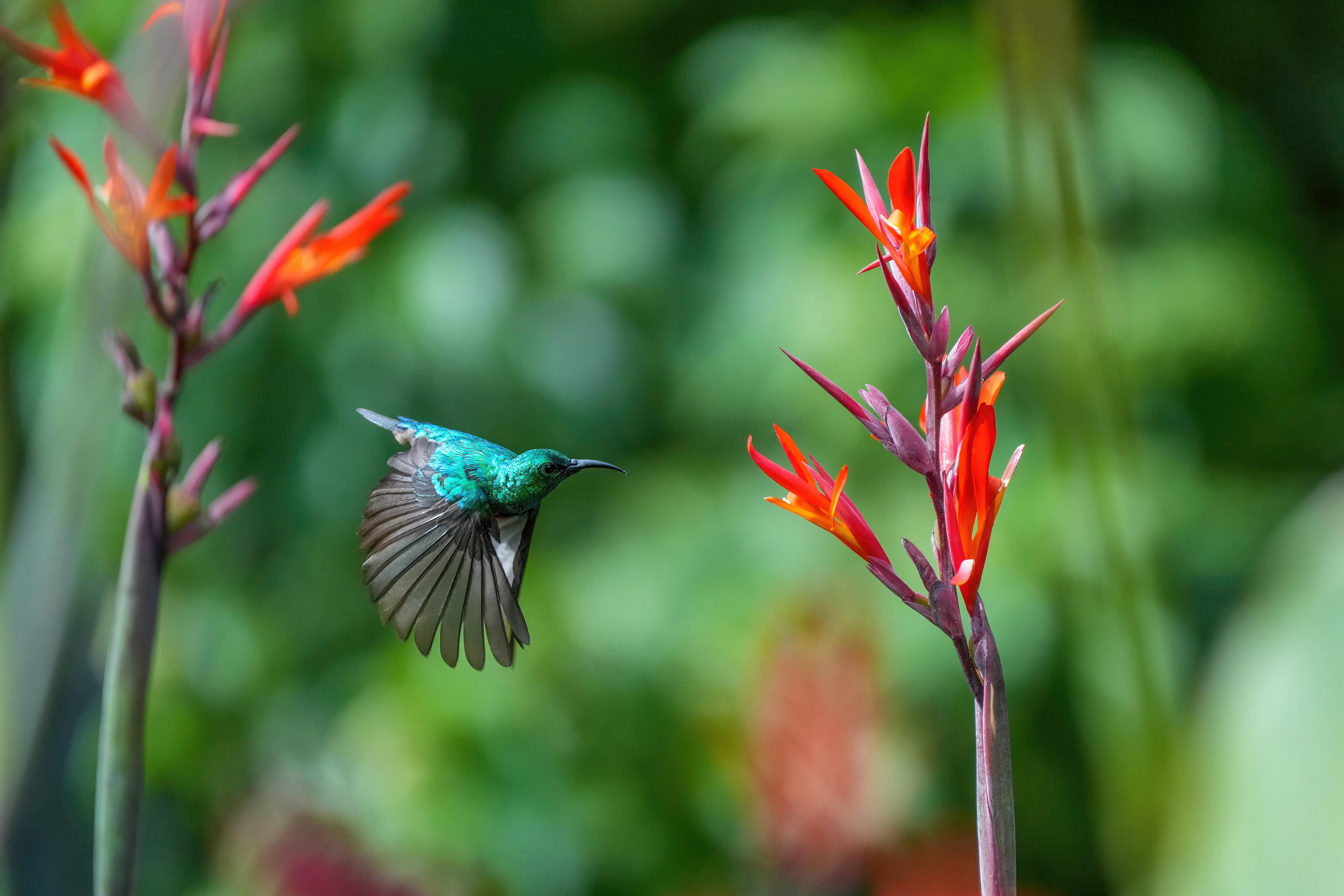
Beija-flor-de-barriga-verde-africano em voo

Pode ser encontrada nos seguintes países: Angola, Benin, Burundi, Camarões, República Centro-Africana, Chade, República do Congo, República Democrática do Congo, Costa do Marfim, Guiné Equatorial, Etiópia, Gabão, Gambia, Gana, Guiné, Guiné-Bissau, Quénia, Libéria, Mali, Nigéria, Ruanda, Senegal, Serra Leoa, Sudão, Tanzânia, Togo e Uganda.